# Platine 45

Platine 45 était une émission de télévision animée par Jacky sur Antenne 2, durant 4 ans du 6 janvier 1982 jusqu'en juin 1986.
L'émission proposait les clips du moment et aussi les clips maison réalisés par Pat Le Guen. L'émission durait 30 minutes et elle était diffusée tous les mercredis après-midi à 17h10 ou 17 h 30. L'émission était rediffusée le Samedi, à 11h10 ou 11h30. Il y aura aussi des programmations le Mercredi à 18h et le Samedi à 10h35, à cause de programmations plus longues des émissions précédentes  sur la chaine, comme par exemple, des événements.    
C'est Pierre Lescure, alors Directeur de l'unité variété d'Antenne 2 qui donne carte blanche à Jacky pour créer sa propre première émission. Elle était produite par Catherine Puech et Pat Le Guen. Elle a permis à l'animateur de recevoir des artistes de la chanson et du cinéma tels que Catherine Deneuve, Coluche, Mylène Farmer, Alain Bashung, Iggy Pop, Elton John, France Gall, Serge Gainsbourg, Nina Hagen, Étienne Daho, Sophie Marceau, Gérard Lanvin, Isabelle Adjani, Patrick Bruel, Jane Birkin, Renaud, Les Rita Mitsouko, The Clash, Alain Souchon, Jacno, Lio, Daniel Balavoine, etc. Les invités se mettaient en scène dans des sketchs avec Jacky, le tout réalisé par Pat Le Guen, futur réalisateur du Club Dorothée. 
Le générique s'intitule Roulette russe, une musique composée et jouée par Jacno, avec une guitare électrique qui tourne sur elle-même comme un 45 tours.
Platine 45 faisait partie des premières émissions françaises entièrement consacrées au clip vidéo, comme l'émission Studio 3 sur TF1. D'autres émissions de clips vidéos suivront telles que Jackpot, Clip Jockey sur TF1, et surtout l'émission Top 50 qui a fait son apparition en novembre 1984 sur Canal+ en clair. La concurrence est rude et en avril 1985, Platine 45 devient Super Platine pour une saison. 
En 1984, Isabelle Adjani, en promotion pour Pull Marine devient, le temps d'une émission, co-présentatrice de Platine 45. 
Par la suite, plusieurs événements vont mettre un point final à Super Platine dont la dernière émission de la saison 1985-1986 est diffusée le mercredi 18 juin 1986 à 17h30 pour une Spéciale Indochine. Tout d'abord, il y avait trop de clips musicaux, et certains professionnels de la musique et de variétés évoquaient une "overdose de clips" , ainsi que l'apparition depuis quelques mois de la très éphémère chaîne musicale TV6 (1er mars 1986-28 février 1987), concurrente de Super Platine, et enfin la décision d'Antenne 2 de ne pas soutenir l'émission pour une cinquième année consécutive, vont contraindre Jacky à l'arrêter. L'animateur quitte le navire Antenne 2 pour TF1, chaîne encore publique, où il prend les commandes de Vitamine à la suite de Karen Cheryl. Aussi, si l'émission Platine 45 proposait des clips "faits maison" réalisés par Pat Le Guen, les chansons proposées étaient toutes en play-back, alors que à l'époque, l'émission Les enfants du rock, proposait des chansons souvent en "live", ou en direct, ou issues de concerts. à l'époque, même une émission de variétés comme Champs Elysées, animée par Michel Drucker, proposait des chanteurs ou chanteuses qui chantaient en direct .Il y avait donc à l'époque une demande du public de voir les artistes chanter en direct, ou sur scène, leur chansons, car les clips, depuis 1982 et 1983, étaient trop envahissants, et aussi du fait qu'il y avait souvent de fortes promotions pour certaines chansons, certains artistes, ou certains albums. Pour écouter les chansons du moment, il y avait aussi la naissance des radios libres, en France, depuis 1983. Donc, après une certaine « overdose » de vidéoclips, le public en France, était plutôt désireux de voir ou entendre des chansons être interprétées différemment, en direct, ou sur scène.      